# 饶尧
饶尧（1984年7月12日—），中国足球运动员，司职中场。

## 职业生涯
饶尧职业生涯始于武汉光谷。2006赛季进入武汉光谷一线队名单，但并未获得太多机会。2007至2009年转投乙级球队天津松江。2010年回到武汉加盟刚刚冲甲成功的湖北绿茵队。2012年8月11日中甲联赛对阵深圳队中为武汉卓尔攻入一球帮助球队2：1取胜。2013年转会至乙级联赛球队江西联盛。
2014年饶尧加盟武汉宏兴转战中国足球业余联赛。2016年由于在足协杯主场对阵江苏苏宁的比赛中顶替参赛而被中国足协处以禁赛两年的处罚。